# Меннерс, Чарльз, 6-й герцог Ратленд
Чарльз Сесил Джон Мэннерс, 6-й герцог Ратленд (англ. Charles Cecil John Manners, 6th Duke of Rutland; 16 мая 1815 — 3 марта 1888, Бельвуар) — британский аристократ и консервативный политик. Видный член партии протекционистов, недолгое время (менее месяца) являлся ее лидером в Палате общин. Впоследствии занимал посты лорда-лейтенанта Линкольншира и Лестершира. Он был известен как маркиз Грэнби с 1815 по 1857 год.

## Ранние годы
Родился 16 мая 1815 года в Эшби-де-ла-Зуш, графство Лестершир, Англия. Чарльз Мэннерс был третьим, но старшим из выживших сыновей Джона Меннерса, 5-го герцога Ратленда (1778—1857), и леди Элизабет Говард (1780—1825). Он получил прекрасное образование, окончил Итонский колледж и Тринити-колледж в Кембридже. В 1835 году маркиз Грэнби получил степень магистра.

## Политическая карьера
В 1837 году Мэннерс был избран в парламент от округа Стэмфорд. Там он быстро стал известен как красноречивый, но лишённый таланта политик-протекционист. В 1843—1846 годах маркиз был лордом опочивальни при принце Альберте. Вскоре лидер протекционистов в Палате общин лорд Бентинк отправился в отставку, и Меннерс заменил его на этом месте. Это произошло 10 февраля 1848 года, а уже 4 марта Грэнби отказался от лидерского звания, поскольку чувствовал себя неспособным управлять партией.

## Отставка
В начале следующей сессии парламента сложился своеобразный триумвират Мэннерса, Дизраэли и Херриса. Борьба партий в парламенте закончилась для Грэнби отставкой в 1851. Спустя год он был назначен лордом-лейтенантом графства Линкольншир.

## Герцог Ратленд
20 января 1857 года скончался Джон Меннерс, 5-й герцог Ратленд, отец маркиза Грэнби. Чарльз унаследовал титул герцога Ратленда. В политику он не вернулся, хотя был в почёте при дворе королевы. В 1868 году он стал рыцарем Ордена Подвязки. Оставшиеся годы жизни герцог занимал должность лорда-лейтенанта Лестершира. Ратленд умер в 1888 году, немного не дожив до 73 лет.

## Личная жизнь
6-й герцог Ратленд никогда не был женат. В молодости он был влюблен в Мэри Энн Рикеттс, но его отец запретил этот брак. Впоследствии у него была связь с леди Майлз, которой он подарил свою яхту. Наследником герцогского титула стал его младший брат Джон Меннерс, 7-й герцог Ратленд.

## Титулатура
- 6-й герцог Ратленд (с 20 января 1857)
- 6-й маркиз Грэнби, Ноттингемшир (с 20 января 1857)
- 14-й граф Ратленд (с 20 января 1857)
- 6-й лорд Меннерс из Хэддона (с 20 января 1857).